# John Dunstable
John Dunstable ou John Dunstaple (né vers 1390 ; mort le 24 décembre 1453 à Londres) est un compositeur (principalement de musique vocale sacrée), mathématicien et astronome anglais, dont les innovations harmoniques ont exercé une influence profonde sur certains compositeurs du début de la Renaissance comme Guillaume Dufay et Gilles Binchois. Il appartient à la période de l'histoire de la musique dénommée contenance angloise. 

## Biographie

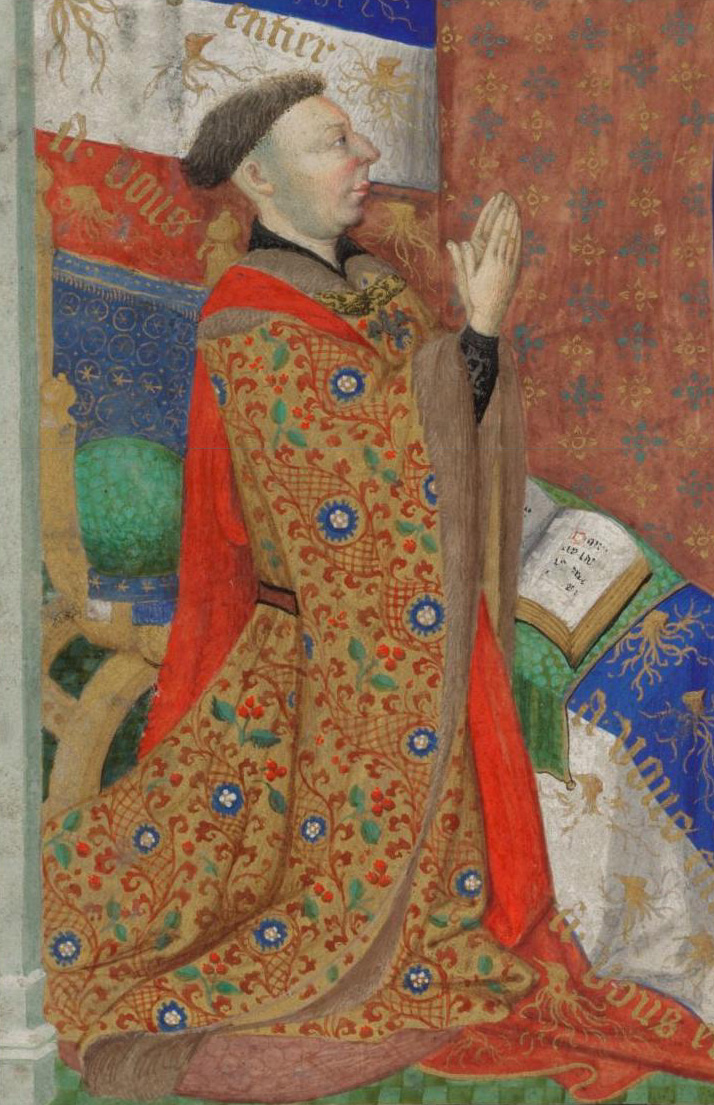
Jean de Lancastre, l'un des principaux commanditaires de John Dunstable.

Probablement né à Dunstable, dans le Bedfordshire, John Dunstable a sans doute reçu une éducation de bon niveau, même si aucune source n'atteste qu'il ait étudié à Oxford ou Cambridge. Il serait entré au service du duc de Bedford (quatrième fils d'Henri IV d'Angleterre et frère d'Henri V) avant 1427. Il a probablement voyagé avec lui et séjourné en France, celui-ci ayant été régent de France (1422-1429) puis gouverneur de Normandie (1429-1435). 
C'est sans doute  pour cela que ses compositions ont été préservées principalement dans des manuscrits continentaux, et que son style a eu une telle influence sur la musique européenne. Le duc de Bedford lui aurait fait connaître la musique italienne : « Dunstable accepte les suggestions mais écrit surtout selon le goût anglais. » La date à laquelle il commence à composer est incertaine ; aucune de ses pièces ne figure dans le manuscrit Old Hall, principal recueil de musique anglaise de la fin du XIVe et du début du XVe siècle parvenu jusqu'à l'époque contemporaine, dont la réalisation s'est achevée en 1421. Néanmoins, son motet Preco preheminencie a sans doute été chanté devant Henri V et Sigismond Ier, dans la cathédrale de Cantorbéry, à l'occasion d'une messe d'action de grâces pour l'issue du siège d'Harfleur et de la bataille de la Seine.
Après la mort du duc de Bedford, il travaille pour la reine Jeanne de Navarre (1427-1436) et pour le duc de Gloucester. Les registres fiscaux de 1436 montrent que Dunstable a des propriétés en Normandie, dans le Cambridgeshire et à Londres. À la différence de la plupart des compositeurs de son époque, il n'est probablement pas clerc. 
L'épitaphe de Dunstable dans l'église Saint-Stephen de Walbrook, à Londres, précise qu'il était « prince de la musique, mathématicien et astronome » - l'église a été détruite dans le Grand incendie de Londres, mais cette épitaphe, relevée par écrit au début du XVIIe siècle, a été inscrite en 1904 dans la nouvelle église construite par Christopher Wren.

## Œuvres
L’édition complète de ses œuvres, parue en 1953 dans la collection Musica Britannica, compte cinquante-cinq compositions, dont neuf sont d'attributions douteuses. Il pourrait toutefois avoir composé plus de soixante-dix pièces parvenues jusqu'à l'époque contemporaine. Elles proviennent pour l'essentiel de sources continentales (Italie du Nord, Alpes du Sud), la quasi-totalité des manuscrits musicaux produits en Angleterre ayant été détruits lors de la dissolution des monastères (1536-1540). Il s'agit principalement de motets isorythmiques en latin. La mélodie est fluide et chantante. Le cantus firmus, sous forme ornementée, passe par toutes les voix.
Parmi les compositions de Dunstable qui nous sont parvenues, on trouve des exemples de tous les principaux types et styles de polyphonies qui existaient de son temps : des motets isorythmiques, des sections de l’ordinaire de la messe, des chants profanes et divers textes liturgiques mis en musique à trois voix. Ses douze motets isorythmiques montrent que cette forme ancienne était encore à la mode.
Les compositions historiquement les plus importantes de Dunstable, caractéristiques de la « contenance angloise » (expression de Martin Le Franc dans Le Champion des dames) sont les pièces sacrées à trois voix – mise en musique d’antiphonaires, hymnes et autres textes liturgiques ou bibliques ; certains ont un cantus firmus à la partie de ténor ou un chant ornementé au soprano. D’autres, avec une ligne fleurie au soprano et une mélodie empruntée à la voix médiane, ont un ténor qui se déplace principalement en tierces et sixtes en dessous.
Ses œuvres les plus célèbres sont la ballade italienne O Rosa Bella (attribuée aujourd'hui à John Bedyngham), ainsi que les motets Quam pluchra es et Veni sancte spiritus. D’après Johannes Tinctoris, musicien et théoricien de l'école franco-flamande, c’est le plus ancien compositeur qui ait écrit de la musique « sans aucun défaut ». Il est l'auteur d'au moins une œuvre profane : le rondeau en français Puis que m'amour ; deux autres chansons qui lui ont été attribuées sont plus probablement l’œuvre de John Bedingham.

### Messes
- Missa rex seculorum
- Missa Da gaudiorum premia
- Gloria et credo Jesu Christe fili Dei
- Gloria et credo MB 11 et 12

### Motets
- Alma redemptoris à trois voix (également attribué à Leonel Power)
- Ave maris stella à trois voix
- Ave regina celorum à trois voix
- Gaude virgo salutata à quatre voix
- Preco preheminencie à quatre voix
- Quam pulchra es à trois voix
- Regina celi letare à trois voix
- Salve Regina misericordie à trois voix (attribution douteuse, plus probablement de Gilles Binchois)
- Salve scema sanctitatis à quatre voix
- Speciosa facta es à trois voix
- Sub tuam protectionem à trois voix
- Veni sancte spiritus à quatre voix

### Antienne
- Sancta Maria, succurre miseris

### Ballade
- O Rosa Bella (attribution douteuse, plus probablement de John Bedyngham)

### Chanson
- Puis que m'amour

## Édition
- John Dunstable, Œuvres complètes, éd. Manfred Bukofzer, Musica Britannica, viii, 1953

## Discographie
- Dunstable: Motets, Hilliard Ensemble - Paul Hillier, EMI, 1982, 1987
- John Dunstaple - Musician to the Plantagenets, Orlando Consort, Metronome, 1995
- Dunstaple: Masses and Motets,  Tonus Peregrinus - Antony Pitts, Naxos, 2004
- The Gesualdo Six (dir : Owain Park), Veni Sancte Spiritus / Veni creator Spiritus (English Motets, Hyperion, 2018)